# Premis Brit
Els Premis Brit (originalment en anglès, Brit Awards), sovint anomenats simplement BRITs, són els premis anuals de música pop de la Indústria Fonogràfica Britànica. El nom va ser originalment una forma abreujada de Britannia o British (al principi els premis estaven patrocinats pel Britannia Music Club), però posteriorment es va convertir en un acrònim de British Record Industry Trusts Show. Els premis es van celebrar per primera vegada el 1977 i van sorgir com un esdeveniment anual el 1982 sota els auspicis de l'associació comercial de la indústria discogràfica britànica, la BPI. El 1989, van ser rebatejats com a Premis BRIT. Mastercard ha estat el patrocinador de l'esdeveniment des de fa molt de temps. A més, una cerimònia equivalent de lliurament de premis de música clàssica, anomenada Classic BRIT Awards, es va celebrar anualment entre el 2000 i el 2013, abans de ser recuperada el 2018, però no s'ha celebrat des de llavors.
Els BRIT Awards, la cerimònia de lliurament de premis musicals de més alt perfil al Regne Unit, han presentat alguns dels esdeveniments més destacats de la cultura popular britànica, com ara l'última aparició pública de Freddie Mercury, la protesta de Jarvis Cocker contra Michael Jackson, el punt àlgid d'una disputa d'alt perfil entre Oasis i la banda de britpop Blur, el vestit de la Union Jack que portava Geri Halliwell de les Spice Girls i un membre de Chumbawamba llançant una galleda d'aigua gelada sobre l'aleshores viceprimer ministre John Prescott. Aquests moments van tenir lloc a la dècada del 1990, quan la cerimònia tenia la reputació de ser "una mica caòtica, imprevisible i, de vegades, anàrquica", amb una crítica que diu que ha perdut el seu caràcter des de llavors i "ha evolucionat cap a un assumpte més polit i sanejat".
Els Premis BRIT es van emetre en directe fins al 1989, quan Samantha Fox i Mick Fleetwood van presentar un programa molt criticat en què poca cosa va anar com s'havia assajat. De 1990 a 2006, l'esdeveniment va ser enregistrat i retransmès la nit següent. A partir del 2007, els Premis BRIT van tornar a ser una emissió en directe per la televisió britànica, el 14 de febrer a ITV. Aquell any, el còmic Russell Brand va ser el presentador i es van lliurar tres premis de la cerimònia: British Rock Act, British Urban Act i British Pop Act. Per última vegada, el 16 de febrer de 2010, Earls Court de Londres va ser la seu dels BRITs. Els Premis BRIT es van celebrar a l'O 2 Arena de Londres per primera vegada el 2011.

## Premis Brit 2006
En la versió 2006 dels Premis Brit, els britànics Kaiser Chiefs van ser els grans guanyadors de la nit emportant-se la major quantitat de premis, en les categories de millor banda, actuació de rock i actuació en viu. Mentre que Coldplay, millor single britànic per "Speed of Sound" i al millor àlbum per X&Y i James Blunt en les categories millor solista masculí i millor actuació pop.
El premi a la millor nova banda britànica va ser per a Arctic Monkeys, mentre que Robbie Williams, se'n va anar aquesta vegada amb les mans buides malgrat haver editat l'any passat una nova placa.
Millor cantant internacional va resultar Madonna, i el seu parell masculí va ser Kanye West. El Premi Brit al millor àlbum internacional va quedar a les mans de Green Day amb American Idiot.
Paul Weller va obtenir un premi especial per la seva trajectòria.
Els Premis Brit són considerats com la distinció britànica pop més important de l'any. Fins ara l'artista que ha rebut la major quantitat d'aquests premis és Robbie Williams, amb 13, tant pel seu actual acompliment solista com per quan era membre del grup Take That.